# .ch

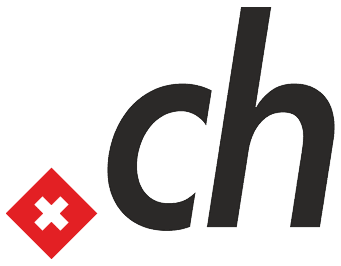

.ch는 스위스의 인터넷 국가 코드 최상위 도메인이다. .com의 사용이 가능해진 뒤 2년만인 1987년에 사용이 가능해졌으며 스위스 정보 기술 서비스에 의해 관리된다.
".ch"라는 도메인은 스위스라는 이름에서 나온 것이 아니다. 이 이름은 스위스국에 대한 라틴어 이름인 Confœderatio Helvetica로부터 온 것이다. China의 앞 두 글자와 같아서 혼동할 수 있으나, 중화인민공화국의 인터넷 국가 코드 최상위 도메인은 .cn이다.
국제화 도메인 이름의 등록은 2004년 3월부터 받고 있다.